# Робинсвил (Северна Каролина)
Робинсвил (енгл. Robbinsville) град је у америчкој савезној држави Северна Каролина.

## Демографија
По попису из 2010. године број становника је 620, што је 127 (-17,0%) становника мање него 2000. године.
| Група             | 2000.       | 2010.       |
| Белци             | 704 (94,2%) | 514 (82,9%) |
| Афроамериканци    | 0 (0,0%)    | 0 (0,0%)    |
| Азијати           | 0 (0,0%)    | 6 (1,0%)    |
| Хиспаноамериканци | 5 (0,7%)    | 74 (11,9%)  |
| Укупно            | 747         | 620         |